# Xylethrus ameda
Xylethrus ameda là một loài nhện trong họ Araneidae.
Loài này thuộc chi Xylethrus. Xylethrus ameda được Herbert Walter Levi miêu tả năm 1996.